# Trevor Barry
Trevor Barry (Nasáu, Bahamas, 14 de junio de 1983) es un atleta bahameño, especialista en la prueba de salto de altura, con la que llegó a ser medallista de bronce mundial en 2011.

## Carrera deportiva
En el Mundial de Daegu 2011 gana la medalla de bronce en salto de altura, con una marca de 2,32 metros que supuso su mejor marca personal, quedando por detrás del estadounidense Jesse Williams y el ruso Alekséi Dmítrik, que ganó la plata.